# Рамби
Рамби, Р’мби или Роби (Лемос) је насеље и седиште општине Преспа у периферији Западна Македонија, Грчка. Према попису из 2021. било је 171 становник.

## Географија
Рамби је удаљен око 50 km северозападно од града Лерин (Флорина), који се налази близу Малог Преспанског језера. Насеље је смештено непосредно уз велико Преспанско језеро и границу са Северном Македонијом. Кроз село протиче Стара река (Палиорема), која извире на Пелистеру и после 10 км се улива у језеро Преспанско.

## Историја
Црква Сретење Господње у селу је из 16. века и проглашена је заштићеним спомеником.  Храм „Св. Петка” у Рамбију потиче из 19. века и проглашена је заштићеним спомеником.
Етнографија вилајета Адријанопољ, Монастир и Салоника, штампана 1878. године, која се односи на мушко становништво 1873. године. показује да је Рамби имао 48 домаћинства и 90 муслимана и 58 житеља Словена. Васил Канчов бележи да је у Рамбију 1900. године живело 196 Словена хришћана и 100 Албанаца муслимана. Према секретару Бугарске егзархије, Димитру Мишеву, 1905. године Рамби је имало 256 Словена егзархиста.
За време Грађанског рата насеље није много страдало, али је било погинулих и известан број избеглих у Југославију и источноевропске земље што је с годинама проузроковало постепени пад броја становника у насељу.
Од 2011. године према Каликратисовом плану и новом устројству државе, Рамби је постао седиште општине Преспа.

## Становништво
На попису из 1991. године Рамби је имао 250 становника, од чега су Словени већина а остали Аромуни досељени из Епира.
Преглед становништва у свим пописним годинама од 1940. до данас:
| Година       | 1940 | 1951 | 1961 | 1971 | 1981 | 1991 | 2001 | 2011 |
| ------------ | ---- | ---- | ---- | ---- | ---- | ---- | ---- | ---- |
| Становништво | 738  | 466  | 427  | 286  | 251  | 250  | 299  | 185  |